# Farkasgyepű
Farkasgyepű là một thị trấn thuộc hạt Veszprém, Hungary. Thị trấn này có diện tích 10,05 km², dân số năm 2010 là 416 người, mật độ 41 người/km².